# 1992年のテレビ (日本)
1992年のテレビ（1992ねんのテレビ）では、1992年（平成4年）の日本におけるテレビジョン放送全般の動向についてまとめる。

## テレビ番組関係の出来事

### 1月
- 5日 - NHK大河ドラマ第30作『信長 KING OF ZIPANGU』放送開始（ - 12月13日）。
- 6日 - フジテレビ系の報道番組『FNN NEWSCOM』は産休の長谷部真理子（元仙台放送アナウンサー）に代わって（月 - 木）を近藤サト、金曜日をフジテレビ女性アナウンサーが交代で担当。
- 9日 - NHK教育の子供向け料理番組『ひとりでできるもん!』が、同チャンネルの番組としては異例の視聴率10%台を達成[1][2]。
- 10日 - 日本テレビ系のアニメ『ママは小学4年生』が放送開始（ - 12月25日）。サンライズ初の女児向け作品。
- 12日 - テレビ朝日系のクイズ番組・『象印クイズ ヒントでピント』の女性軍4枠に千堂あきほが登板[3]。

### 2月
- 1日 - 1991年5月場所を最後に現役を引退した大相撲の元横綱千代の富士貢の引退相撲・断髪式の模様をTBS系で生中継。
- 8日〜23日 - アルベールビルオリンピックが開催され、NHKで連日中継。

### 3月
- 7日 - テレビ朝日系で、武内直子原作のアニメ『美少女戦士セーラームーン』が開始、「美少女バトルアニメブーム」を巻き起こし、1997年2月8日まで5シリーズ制作される。
- 16日 - よみうりテレビ制作・日本テレビ系列のクイズ・トーク番組『スター爆笑Q&A』この日の放送で終了。10年の歴史に幕。
- 25日
  - TBS系で1983年4月から放送された関口宏司会の動物クイズ番組『わくわく動物ランド』この日の放送で終了。9年の歴史に幕。
  - フジテレビ系で放送されていた山田邦子（タレント）の冠番組『邦ちゃんのやまだかつてないテレビ』がこの日で放送終了、3年の歴史に幕。
- 27日 - 民放女性アナウンサーによる単独司会情報番組の先駈けだった『ルンルンあさ6生情報』（日本テレビ）が、1983年5月9日の放送開始からこの日の放送をもって最終回となり、約8年11ヶ月の放送に幕。最終回は日本テレビアナウンサーの井田由美、木村優子、鷹西美佳、鈴木君枝、豊田順子の歴代MCと次週からの新番組『ジパングあさ6』を担当する関谷亜矢子、永井美奈子が出演した。
- 29日
  - 毎日放送制作・TBS系列で1985年10月から放送されたロート製薬一社提供[注 1] のクイズ番組『クイズ!!ひらめきパスワード』が、この日をもって放送終了。6年半の歴史に幕。
  - 中部日本放送制作・TBS系列で放送されていたトーク番組『すばらしき仲間II』がこの日をもって放送終了。これにより、1976年1月から放送開始した『すばらしき仲間』シリーズが16年3か月の歴史に幕。
- 30日
  - 日本テレビ系の情報報道番組が大幅改正。まず早朝に『ジパングあさ6』が放送開始（2001年9月放送終了）。また全国ネット番組でのフライングスタートが行われた初の番組でもある。政治評論家の中村慶一郎筆頭の元、初代MCは関谷亜矢子（月 - 水曜日）と永井美奈子（木・金曜日）両アナウンサーが担当。午後には『ごくらく生テレビ』が放送開始（ - 1993年4月）。司会は俳優・タレントの峰竜太と元・文化放送アナウンサーの梶原しげるが担当。
  - フジテレビ系『森田一義アワー 笑っていいとも!』の8代目青年隊として工藤兄弟がこの日から登場（1994年9月30日まで出演）。
- 31日 - フジテレビ系の平日朝の子ども向け番組・『ひらけ!ポンキッキ』で9代目おねえさんを務めた橘いずみが卒業。足がけ2年半に渡る活躍だった。

### 4月
- 1日
  - フジテレビ系の報道番組が司会陣を一新。『FNN World Uplink』は司会を向坂樹興、河野景子（いずれもフジテレビアナウンサー、当時）が担当。『FNNスピーク』土曜版を設けメインキャスターに（月 - 水）を同局の堺正幸、城ヶ崎祐子。（木 - 土）メインを山中秀樹。（木 - 金）サブを松尾紀子。（土）サブを木幡美子（いずれもフジテレビアナウンサー、当時）がそれぞれ担当。 『FNNスーパータイム』はアンカーマンに『FNN World Uplink』の前司会者・露木茂（平日担当）、大林典子（休日担当）と『FNNスピーク』の（木 - 土）メインの山中秀樹（休日担当）（いずれもフジテレビアナウンサー、当時）を迎えリニューアル。『FNN NEWSCOM』は金曜日アシスタントに軽部真一（フジテレビアナウンサー）が担当。『プロ野球ニュース』は司会（日 - 木担当）を中井美穂（フジテレビアナウンサー、当時）。（金・土）を野球解説者の田尾安志（元中日→西武→阪神。後に楽天初代監督）と石川小百合（元テレビ静岡アナウンサー）が担当。なお中井と石川は配置入れ替え、3月31日までキャスターを務めた野崎昌一（フジテレビアナウンサー、当時）は試合ダイジェスト担当に回る。
  - フジテレビ系の平日朝の子ども向け番組・『ひらけ!ポンキッキ』に三輪優子が10代目おねえさんとして登板。
- 2日 - 日本テレビ系列で読売テレビの2時間ドラマ『ドラマシティー』をスタートして1993年3月まで放送した。
- 3日 - TBS系で1975年4月から放送されていた『妻そして女シリーズ』（毎日放送制作）と1971年4月から放送されていた『昼の連続ドラマ』（中部日本放送制作）の両帯ドラマ枠がこの日をもって終了。前者は17年、後者は21年の歴史にそれぞれ幕。
- 5日 - フジテレビ系『報道2001』スタート（ - 2008年9月28日、後に『新報道2001』と改題・リニューアル）。前番組の竹村健一をコメンテーターに迎え。司会には『FNNスーパータイム』の前アンカーマン・黒岩祐治（2011年より神奈川県知事）。アシスタントは松山香織（元中部日本放送アナウンサー）が担当。
- 6日
  - NHK、平成4年度の新年度編成を開始。
    - 前期連続テレビ小説『おんなは度胸』（橋田壽賀子脚本、泉ピン子、桜井幸子ほか出演）放送開始（ - 10月3日）。
    - 総合テレビではこのほか、自然動物ドキュメンタリー『生きもの地球紀行』が放送開始（ - 2001年）。

  - この日のTBS系では、リニューアルおよび新番組の開始が相次いだ。
    - まず情報・報道番組がリニューアル。『JNNニュースコール』は平日版のスポーツコーナーは安東弘樹（TBSアナウンサー、当時）、お天気を宮野比呂美が担当。週末版の司会は浦口直樹、有村美香（いずれも同局アナウンサー、当時）が担当。昼枠には『JNNニュース1130』がスタート。キャスターは五味陸仁（TBSアナウンサー、当時）と小暮裕美子が担当。そして『3時にあいましょう』は司会を『スーパージョッキー』で人気を博した蓮舫（2024年まで参議院議員・立憲民主党）と岡田泰典（TBSアナウンサー、当時）が登板、さらに『筑紫哲也 NEWS23』のスポーツコーナー担当には木場弘子（TBSアナウンサー、当時）を起用。
    - 前述の帯ドラマ枠『妻そして女シリーズ』（毎日放送制作）と『昼の連続ドラマ』（中部日本放送制作）のそれぞれ15分の放送枠を統合して『ドラマ30』のタイトル枠で30分枠に統一して放送開始。第1作は中村玉緒主演による『いのちの現場から・第1シリーズ』（毎日放送制作）。以降、毎日放送と中部日本放送の2か月毎の交代形式で制作され、『キッズ・ウォーシリーズ』（中部日本放送制作）などのヒット作を生み出した。末期は『ひるドラ』と枠タイトルを変更した（ - 2009年3月）。
    - 月曜20時枠『ナショナル劇場』の時代劇『水戸黄門 第21部』が放送開始。初回はシリーズ初の2時間でスタート。

  - フジテレビ系で新たな報道・情報番組を立ち上げ、まず早朝には『モーニングLIVE』を開始（ - 1993年3月31日）、（月 - 水担当）境鶴丸、佐藤里佳、（木・金担当）長坂哲夫、木幡美子（いずれもフジテレビアナウンサー、当時）が担当（全メンバーは『FNN World Uplink』のスポーツ及び天気コーナーも担当）[4]。昼前枠には『ジョーダンじゃない!?』を開始、司会は小倉智昭とフジテレビアナウンサー（当時）の中村江里子が担当（ - 1993年3月26日、後に『どうーなってるの?!』へ継承）[4]。
- 11日 - TBS系『加トちゃんケンちゃんごきげんテレビ』がリニューアル、同じ加藤茶・志村けん（ザ・ドリフターズ）メインによるバラエティ『KATO&KENテレビバスターズ』放送開始。しかし、半年後の9月26日をもって番組は終了、約7年に亘る加藤・志村コンビによるバラエティが幕。
- 13日 - テレビ朝日系で、臼井儀人原作のギャグアニメ『クレヨンしんちゃん』が放送開始（2024年現在も継続中）[4]。
- 14日 - テレビ東京系で千葉真一主演の時代劇『徳川無頼帳』がスタート[4]。千葉にとってテレビ東京で連続ドラマに初めて出演した作品となった。
- 15日 - フジテレビ系水曜21時枠にて『夜のヒットスタジオ』以来1年半ぶりのゴールデン・プライム枠での歌謡番組となる『SOUND ARENA』が放送開始。司会は、前年10月より『G-STAGE』で司会を務めた徳光和夫、堺正章、田代まさしの3人。しかし、わずか半年で終了した（ - 9月23日）。
- 17日 - フジテレビがテレビ史上初の自己批評番組『週刊フジテレビ批評』を開始[注 2]。
- 26日 - TBS系日曜19時枠、前述の毎日放送制作・ロート製薬提供[注 3]枠廃止に伴い腸捻転末期に放送されていた『学校そば屋テレビ局』（1974年10月〜1975年3月）以来17年ぶりにTBS制作枠となり、明石家さんまの司会によるクイズバラエティ『さんまのからくりTV』を放送開始（1996年4月に『さんまのSUPERからくりTV』と改題、2014年9月7日まで続く）。

### 5月
- 17日 - ABC制作・テレビ朝日系列『新婚さんいらっしゃい!』で1981年11月15日放送分から10年半に渡ってアシスタントを務めた片平なぎさがこの日の放送をもって降板（片平の10年半は2008年に山瀬まみに抜かされるまでアシスタント最長記録）。翌週（24日）放送分からは岡本夏生が5代目アシスタントに[注 4]。

### 7月
- 4日 - TBS系のクイズ番組『クイズダービー』が準レギュラー制を開始。
- 5日 - 日本テレビ系で『進め!電波少年』が開始（当初は『笑撃的電影箱』内の一本として放送）、「アポなし取材」や「ヒッチハイク」が受け、その後『進ぬ!電波少年』『電波少年に毛が生えた 最後の聖戦』と改題しながら、2003年1月11日まで継続。
- 18日〜19日 - フジテレビ系で毎年恒例『FNSの日』放送。この年から『たけし・逸見の平成教育委員会』をベースにした『平成教育テレビ』にリニューアル。
- 27日〜8月9日 - バルセロナオリンピック開催、NHK・民放各局で連日中継。

### 8月
- 25日 - TBS系『ナショナル劇場』時代劇『水戸黄門』で第2代水戸光圀役を10年間務めた西村晃が卒業を表明[注 5]。なお、西村は9月25日の収録をもって最後となった。
- 27日 - 金丸信（衆議院議員）が佐川急便から5億円を受領した問題で自由民主党副総裁を辞任したことにより、テレビ各局は金丸辞任関連の報道一色となる。なお金丸は10月14日に衆議院議員を辞職した。
- 29日〜30日 - 日本テレビ系で毎年恒例『24時間テレビ15 愛の歌声は地球を救う』放送。この年から大幅リニューアルとなり「24時間チャリティマラソン」スタート、毎年恒例に。初回ランナーは間寛平が務めた。また、番組テーマ曲『サライ』（谷村新司作詞、弾厚作作曲）が制作され、毎年エンディングテーマとして歌われるようになった。

### 9月
- 朝日放送制作・テレビ朝日系『素敵にドキュメント』7月17日放送分においてテレビ朝日系全国ネット番組では1985年10月の『アフタヌーンショー』やらせリンチ事件以来となるやらせが発覚、司会を務めていた逸見政孝が激怒、謝罪会見を行い降板。番組は25日で打ち切りとなり、1992年10月から1993年3月までは『金曜ファミリープレゼント』→『インディ・ジョーンズ/若き日の大冒険』をつなぎ番組とした。朝日放送は郵政省（当時）から厳重注意処分を受けた。
- 16日 - スペースシャトル・エンデバー登場の宇宙飛行士・毛利衛による宇宙授業の模様を中継した『毛利衛さん 宇宙からの授業』を、NHKが総合テレビにて放送[5][6]。
- 18日 - フジテレビ系にてスペシャルドラマ『パ★テ★オ』放送。10月23日にも続編を放送、11月に劇場版映画が公開され、スペシャルドラマ2本放送→映画公開という、当時としては斬新な試みであった。
- 21日 - TBS系のクイズ番組『わいわいスポーツ塾』が、この日の放送で終了。5年間の歴史に幕。
- 24日 - 30日週 - フジテレビ系『笑っていいとも!』、各曜日レギュラーの人事異動を実施。これにより、水曜日のそのまんま東（東国原英夫の芸名）、木曜日の清水ミチコ、金曜日の峰竜太、林家こぶ平（後の9代目林家正蔵）、早坂好恵がそれぞれ卒業。
- 25日 - テレビ朝日系のバラエティ番組『お昼の独占!女の60分』が、この日の放送で終了。『独占!女の60分』が帯番組化したのだが、わずか半年で終了。『独占!女の60分』と合わせて17年の歴史に幕。
- 26日 - TBS系の料理バラエティ番組『料理天国』が、この日の放送で終了、17年、881回にわたる歴史に幕を降ろす。
- 27日 - フジテレビ系のアニメ『ちびまる子ちゃん』（第1期）がこの日の放送で一旦終了、翌週10月4日からアニメ『ツヨシしっかりしなさい』がつなぎ番組として1994年12月まで放送され、1995年1月8日から『まる子』（第2期）へとつながってゆく。
- 28日 - TBS系のクイズ番組『クイズ100人に聞きました』が、この日の放送で終了、13年半の歴史に幕を降ろす[注 6]。

### 10月
- 1日〜7日週 - フジテレビ系『笑っていいとも!』、この週より各曜日新レギュラーが登場。月曜に直木賞作家の志茂田景樹。水曜にB21スペシャルのヒロミ。木曜にタレントで女優の奥山佳恵。金曜にお笑いユニット・K2（勝俣州和・堀部圭亮）、タレントのちはる、吉本新喜劇の島田珠代がそれぞれ加入。
- 2日 - 日本テレビは番組改正の対象として、よみうりテレビ制作・午後のワイドショー番組『2時のワイドショー』がこの日の放送で終了、13年半の歴史に幕。『NNNニュースプラス1』はメインキャスターの元NHKアナウンサーの相川浩が降板。
- 3日
  - 当時NHK総合・教育テレビの長寿子供番組『おかあさんといっしょ』の着ぐるみ人形劇コーナー「にこにこぷん」（1982年4月5日開始）が、この日の放送を以て10年半の幕を下ろし（「10年半放送」は同番組の歴代人形劇では最長）[注 7]。、翌々日の5日から「ドレミファ・どーなっつ!」に変更される。なお、「にこにこぷん」キャラ「じゃじゃまる」「ぴっころ」「ぽろり」の3名は、翌1993年4月より同局のクイズ番組『クイズ百点満点』でブラウン管に再登場、その後も様々な番組などで登場する。
  - 日本テレビで紀行・鉄道旅行番組『ぶらり途中下車の旅』が放送開始。
  - MBS制作・TBS系列で『新伍のワガママ大百科』がスタート（ - 1993年6月26日）[7]。後の土6シリーズ最初の番組枠となる[注 8]。
- 5日
  - NHK、後期連続テレビ小説『ひらり』（内舘牧子作、石田ひかり主演）放送開始（ - 1993年3月27日）。
  - 日本テレビの報道番組が大幅改正。まず、よみうりテレビ制作の新午後のワイドショー番組『Beアップル2時!』がスタート[7]。司会は歌手でタレントの円広志（ - 1993年4月2日）。夕方の『NNNニュースプラス1』はメインキャスターに同局報道局の真山勇一（2022年まで立憲民主党参議院議員）が就任。
- 10日 - 日本テレビのクイズ番組・『マジカル頭脳パワー!!』のマジカル・オペレーターを務めた同局の木村優子アナウンサーが「紅白あるなしスペシャル」をもって降板。
- 12日
  - TBS系にて、月〜木曜の1時間日替わりバラエティ番組『ムーブ』を新設、月曜『関口宏の東京フレンドパーク』（司会：関口宏）、火曜『三宅裕司のぎゃっぷウォーズ』（司会：三宅裕司）、水曜『島田弁護協会』（司会：島田紳助）、木曜『上岡龍太郎の男と女ホントのところ』（司会：上岡龍太郎）の4番組を開始（ - 1993年9月）[7][注 9]。
  - テレビ朝日系月曜20時枠に若者向けの連続ドラマ枠『月曜ドラマ・イン』を新設（ - 2000年3月）[7]。第1作は『柴門ふみセレクション』（各回1話完結、 - 12月21日）[7]。
- 14日
  - フジテレビ系水曜21時枠にドラマ枠を新設（22時枠より移動）、第1作となる『誰かが彼女を愛してる』（主演：中山美穂）を放送開始（ - 12月23日）[7]、中山とWANDSによる主題歌『世界中の誰よりきっと』が大ヒット。以後、同枠では、三谷幸喜脚本による『振り返れば奴がいる』（1993年1月期、、主演：織田裕二・石黒賢）や『古畑任三郎』（1994年4月期ほか、主演：田村正和）[注 10]などの作品を生み、1年間の中断[注 11]を挟みながら2003年6月まで続く。
  - フジテレビ系水曜22時枠に音楽情報番組『MJ -MUSIC JOURNAL-』がスタート[7]。司会は古舘伊知郎、加山雄三、田中律子（ - 1994年3月23日）。
- 15日 - フジテレビ系木曜20時枠に10代向けドラマシリーズ枠『ボクたちのドラマシリーズ』新設。1作品5話完結で、第1期作品は『放課後』（主演：観月ありさ、- 11月12日）『その時、ハートは盗まれた』（出演：一色紗英、木村拓哉。11月19日 - 12月17日）『白鳥麗子でございます!』（主演：松雪泰子、1993年1月14日 - 2月11日）『お願いダーリン!』（主演：高橋由美子、1993年2月18日 - 3月18日）の4本。2作目の『その時〜』は内田有紀のデビュー作となった。
- 22日〜11月12日 - 日本テレビ系『木曜スペシャル』にて『第16回アメリカ横断ウルトラクイズ』を放送。この年は第1問目から2代目国外レポーター：福澤朗（当時：日本テレビアナウンサー）が担当。なお『ウルトラクイズ』はこの回を最後に16年の歴史に幕を降ろす（1998年に1回復活）。
- 26日 - 大相撲の貴花田光司（後の貴乃花親方）と女優の宮沢りえがこの日婚約会見を行い、各局のワイドショーやニュース番組がこの会見を大きく伝えた（しかし翌1993年1月27日に破局）。

### 11月
- 1日 - テレビ朝日系のクイズ番組『象印クイズ ヒントでピント』のクイズ内容が11年半ぶりに変更。オープニングクイズ：「テクニカル・著名人顔当てクイズ」、出題パート1：「4分割クイズ」、出題パート2：「8分割クイズ」、出題パート3：「テクニカル・動画当てクイズ、物当てクイズ」、出題パート4：「16分割クイズ」となる[8]。
- 9日 - TBS系『ナショナル劇場』、西村晃の最終シリーズとなった『水戸黄門 第21部』が最終回を迎えた。
- 25日 - TBS系『ナショナル劇場』時代劇『水戸黄門』の3代目水戸光圀役に佐野浅夫に決定。佐野は第31部第14話「瞼の父は偽黄門 -宇和島-」（7月6日放送）で笹岡彦兵衛役で偽黄門を演じ、1988年2月29日放送の『大岡越前 第10部』で佐橋孫兵衛役を演じた事で逸見稔に認められた事での大抜擢となった[注 12]。

### 12月
- テレビ朝日の深夜生番組『M10』（関東ローカル）で司会のやしきたかじん（関西ローカルで活動していたタレント・歌手。当時金曜日担当）が同番組の料理コーナーで「サイコロステーキ」を調理中、味の素（うま味調味料）が入っていないことに腹を立て、「味の素はどこじゃー!!」と連呼、アシスタントディレクターに暴行を加えるなどの行為を起こして降板。以後たかじんは東京の番組には2014年1月に死去するまでほとんど出演しなかった[注 13]。
- よみうりテレビのバラエティ番組『超近未来遭遇!! どーなるスコープ』11月8日放送分において「やらせ」行為が発覚し、放送打ち切りが決定。在阪局制作番組のやらせによる番組打ち切りは『素敵にドキュメント』に続き1年で2例となった。
- 6日 - テレビ朝日と九州朝日放送が、この年から福岡国際マラソンの主催に加わったのに伴い、テレビ朝日系にて第46回大会をこの日中継（前年まではNHK福岡放送局制作によりNHK総合で中継されていた）。以後、2021年の第75回（最終回）まで30年に亘り同局系で中継放送された。
- 19日 - TBS系のクイズ番組『クイズダービー』が終了、約17年、862回にわたる歴史に幕を降ろす。この年だけでTBSは昭和時代から続いたクイズ番組5本が終了した。最終回では初代司会者の大橋巨泉が司会を務め、2代目司会者の徳光和夫は5枠ゲスト解答者として出演した。後継番組は引き続きロート製薬一社提供による、笑福亭鶴瓶司会による『クイズテレビずき!』。
- 31日
  - 日本テレビ系にて恒例年末時代劇スペシャル第8作『風林火山』（里見浩太朗主演）放送。1985年の第1作『忠臣蔵』から続いた年末時代劇の大晦日の放送はこの年が最後となる。
  - TBS系で『第34回日本レコード大賞』放送。大賞はポップス・ロック部門が米米CLUBの「君がいるだけで」、歌謡曲・演歌部門が大月みやこの「白い海峡」。この回限りで大賞2部門制は終了。
  - 『第43回NHK紅白歌合戦』放送。同紅白に出場したバンド・チェッカーズがこの日をもって解散。平均視聴率55.2%（2部、関東地区、ビデオリサーチ調べ）と前年比3.7%上昇。

## その他テレビに関連する話題
- フジテレビがこの年の年間視聴率で1982年から11年連続3冠王となる。
- 東京都世田谷区砧の旧国際放映砧撮影所跡地に、国際放映とTBS、フジテレビ、関西テレビなどの出資による複合型テレビスタジオ『東京メディアシティ』（通称TMC。TBS砧スタジオと関西テレビのレモンスタジオが入る）が完成。
- 3月 - 北海道放送（HBC、TBS系）アナウンサーの田中徳志郎が死去。テレビでは『ザ・ベストテン』の北海道地区追っかけマンなどで出演した。
- 3月31日 - 毎日放送がこの日で民間放送教育協会（民教協）を脱退。これに伴い、1975年3月31日のネットチェンジ以降も民教協番組のみネットしていたテレビ朝日の番組が腸捻転解消から17年目にしてMBSから姿を消した。1992年度の近畿広域圏に於いての民教協制作番組は、クッション期間として近畿放送（KBS京都。京都放送の前身）、サンテレビジョン（SUN）、テレビ和歌山（WTV）の独立U局で番組販売の形で1993年3月まで放送された後、同年4月から朝日放送（当時、朝日放送テレビの前身）に移行した。
- 4月1日
  - 朝日新聞夕刊の番組表にテレビ番組の録画予約の数字「Gコード」が日本の新聞で初めて掲載を開始。以後、他の全国紙や一部の地方紙などにもGコードが掲載され、アナログ放送終了前日（2011年7月23日）まで掲載された。
  - 東北放送（TBC、TBS系）が創立40周年を迎えCIを導入、ロゴマークを2代目のものに変更（2019年まで使用）。
- 5月27日 - フジテレビ系アニメ『サザエさん』の原作者である漫画家の長谷川町子が死去（享年72）。
- 6月5日 - NHK、福岡放送局の新会館（放送センター）移転を同年11月20日に控え、放送現業以外の九州沖縄地区統括機能を熊本放送局から全面移管[9]。名実共に福岡局が九州沖縄の拠点局となった。
- 7月21日 - フジテレビ会長（当時）で、フジサンケイグループ第3代議長の鹿内宏明が、日枝久（当時：フジテレビ社長、2025年までフジサンケイグループ代表）を中心としたグループのクーデターにより会長職を解任される。
- 9月 - NHK、テレビ放送開始40周年記念事業として、視聴者の心に残る番組をNHK・民放問わず募集するプロジェクト「100万人大投票」を開始（1993年3月まで実施）[6]。
- 9月25日 - 山形テレビ（YTS、当時：フジテレビ系）がこの日、それまで加盟していたFNN/FNSに対してネット解消（業務提携解約）、かつて加盟していたANN（テレビ朝日系列）[注 14]へ再加盟をそれぞれ申請。これにより、フジテレビとFNSはYTSに対しネット解消（業務提携解約）を通告。翌1993年4月よりフジテレビ系列（FNN/FNS）からテレビ朝日系列（ANN）に正式にネットワークを変更する。
- 10月1日
  - 日本テレビが開局40周年記念事業の一環として、アニメーターで映画監督の宮崎駿（スタジオジブリ）デザインによるシンボルマスコット『なんだろう』[注 15] を発表（2012年まで20年以上にわたり使用、2025年現在は「0テレ」ロゴに変更）。
  - 秋田朝日放送（AAB、テレビ朝日系）、伊予テレビ（ITV、後のあいテレビ。TBS系）が開局[10]。TBS系の開局は2025年時点であいテレビが最後。
  - 仙台放送（OX、フジテレビ系） が開局30周年を迎え、社章・シンボルロゴを一新。1962年の開局当初から使われた「12マーク」（フジテレビの旧社章「8マーク」と同じ亀倉雄策の作）に代って、コールサイン（JOOX-TV）の「OX」を図案化したもの（ニッポン放送の関連会社が製作、2025年現在も使用）に変更された。

## 開局
- 10月1日
  - 秋田朝日放送[注 16]
  - 伊予テレビ（あいテレビ）[注 17]

## 既存局の音声多重放送開始
- 3月14日 - サンテレビ
- 4月1日 - 山陰放送テレビ、 高知放送テレビ 、テレビ高知
- 4月 - 群馬テレビ
- 11月27日 - 日本海テレビ

## 周年

### 番組
- 放送開始30周年
  - 『キユーピー3分クッキング』（中部日本放送）[注 18]
  - 『NHK杯テレビ囲碁トーナメント』（NHK教育）
- 放送開始20周年
  - 『中学生日記』（NHK名古屋放送局 / NHK教育）[注 19]
  - 『金曜ロードショー』（日本テレビ）[注 20]
  - 『全日本プロレス中継』（日本テレビ）
  - 『必殺シリーズ』（朝日放送）
- 放送開始15周年
  - 『アメリカ横断ウルトラクイズ』（日本テレビ）
  - 『ドリフ大爆笑』（フジテレビ）
  - 『土曜ワイド劇場』（テレビ朝日）
- 放送開始10周年
  - 『おはよう!ナイスディ』（フジテレビ）
  - 『森田一義アワー 笑っていいとも!』（フジテレビ）
    - 『笑っていいとも!増刊号』

  - 『料理バンザイ!』（テレビ朝日）
  - 『タモリ倶楽部』（テレビ朝日）
- 放送開始5周年
  - 『午後は○○おもいッきりテレビ』（日本テレビ）
  - 『クイズところ変れば!?』（テレビ東京）
  - 『土曜大好き!830』（関西テレビ）

### 開局・放送開始
- 1月8日 - NHK静岡・北九州教育テレビジョン放送開始30周年。
- 3月27日 - NHK名古屋放送局教育テレビジョン放送開始30周年。
- 4月1日
  - テレビジョン放送開始35周年 - 北海道放送（札幌局）
  - 開局30周年 - NHK金沢放送局教育テレビジョン、名古屋テレビ放送
  - 開局20周年 - 北海道文化放送、テレビ神奈川、びわ湖放送
  - 開局10周年 - 熊本県民テレビ
- 4月8日 - NHK鹿児島放送局教育テレビジョン放送開始30周年。
- 5月29日 - NHK松山・北九州総合テレビジョン放送開始35周年。
- 6月1日 - NHK静岡放送局総合テレビジョン放送開始35周年。
- 6月1日 - NHK札幌・松山教育テレビジョン放送開始30周年。
- 9月1日 - 広島テレビ放送、NHK山口・福岡教育テレビジョン開局30周年。
- 10月1日
  - 開局30周年 - 仙台放送
  - 開局10周年 - 鹿児島放送
- 11月1日 - NHK山形・長野・新潟・福井教育テレビジョン放送開始30周年。
- 12月1日 – NHK大分放送局教育テレビジョン放送開始30周年。
- 12月22日 - NHK岡山放送局総合テレビジョン放送開始35周年。
- 12月23日 - NHK金沢放送局総合テレビジョン放送開始35周年。
- 12月28日 - NHK鳥取・松江教育テレビジョン30周年。

## 記念回
- 500回以上
  - クイズダービー（TBS）800回 - 11月28日
  - 象印クイズ ヒントでピント（テレビ朝日）600回 - 1月26日[11]

## 視聴率
（※関東地区、ビデオリサーチ調べ）

### ドラマ
1. 連続テレビ小説 おんなは度胸（NHK総合、9月17日）45.4%
2. 連続テレビ小説 ひらり（NHK総合、12月12日）40.1%
3. 連続テレビ小説 君の名は（NHK総合、1月18日）34.6%
4. 金曜ドラマ・ずっとあなたが好きだった（最終回）（TBS、9月25日）34.1%
5. 大河ドラマ 信長（NHK総合、2月16日）33.3%
6. 木曜劇場・愛という名のもとに（最終回）（フジテレビ、3月26日）32.6%
7. ドラマスペシャル 北の国から'92巣立ち・前編（フジテレビ、5月22日）32.2%
8. 素顔のままで（最終回）（フジテレビ、6月29日）31.9%
9. ドラマスペシャル 北の国から'92巣立ち・後編（フジテレビ、5月23日）31.7%

### スポーツ
1. 大相撲九州場所・初日（NHK総合、11月8日 17:16-18:00）40.9%
2. 大相撲初場所・千秋楽（NHK総合、1月26日 15:05-18:00）40.3%
3. '92プロ野球日本シリーズ「ヤクルト×西武」第6戦（フジテレビ、10月25日）35.2%
4. ナイター中継'92「ヤクルト×巨人」（フジテレビ、7月5日）30.4%
5. '92プロ野球日本シリーズ「ヤクルト×西武」第1戦（フジテレビ、10月17日）28.6%
6. '92プロ野球日本シリーズ「ヤクルト×西武」第2戦（テレビ朝日、10月17日）28.0%
7. '92大阪国際女子マラソン兼バルセロナオリンピック代表選手選考会（フジテレビ、1月26日）27.0%
8. '92プロ野球日本シリーズ「ヤクルト×西武」第7戦（テレビ朝日、10月26日）26.3%
9. サッポロビール新春スポーツスペシャル 第68回箱根駅伝・復路（日本テレビ、1月3日）26.1%

### バラエティ・歌番組
1. 第43回NHK紅白歌合戦・第2部（NHK総合、12月31日）55.2%
2. 第43回NHK紅白歌合戦・第1部（NHK総合、12月31日）40.2%
3. 火曜ワイドスペシャル 第11回爆笑!スターものまね王座決定戦スペシャル（フジテレビ、3月31日）31.9%
4. FNS歌謡祭1992 (フジテレビ、26.4%)

### ニュース・報道
1. NHKモーニングワイド（NHK総合、2月22日）33.9%
2. ゆく年くる年（NHK総合、12月31日）32.5%
3. ニュース・天気予報（NHK総合、1月12日・2月16日 20:45-21:00）30.5%

### アニメ
1. サザエさん（フジテレビ、1月19日）33.3%

## テレビドラマ

### NHK
- 大河ドラマ 信長 KING OF ZIPANGU（主演：緒形直人 ）
- 連続テレビ小説
  - おんなは度胸（出演：泉ピン子、桜井幸子 他）
  - ひらり（主演：石田ひかり）
- 金曜時代劇
  - 腕におぼえあり（原作：藤沢周平 主演：村上弘明）
- 土曜ドラマ
  - チロルの挽歌（出演：高倉健、大原麗子 他）

### 日本テレビ系
- 水曜ドラマ
  - ポールポジション!愛しき人へ…（主演：加勢大周）
  - 素敵にダマして!（出演：髙嶋政宏、野村宏伸 他）
  - 教師夏休み物語（主演：石橋凌）
  - いとこ同志（主演：高嶋政伸、山口智子）[7]
- 金曜8時
  - 刑事貴族3（出演：水谷豊、松方弘樹 他）
- 土曜グランド劇場
  - …ひとりでいいの（主演：沢口靖子）
  - 子供が寝たあとで（主演：柴田恭兵）
  - まったナシ!（出演：斉藤由貴、永島敏行 他）
  - 外科医有森冴子（第2シリーズ／主演：三田佳子）[7]
- 土曜10時（読売テレビ制作）
  - 悪女（わる）（主演：石田ひかり）※第1作品
  - ニュースなあいつ（主演：本木雅弘）
  - 綺麗になりたい（主演：中江有里）[7]
- 朝の連続ドラマ（読売テレビ制作）
  - 愛情物語（主演：根本りつ子）
  - 珠玉の女（主演：佳那晃子）

スペシャルドラマ
- 栄光の背番号3 長嶋茂雄の一番長い日（主演：渡辺裕之、紺野美沙子） - 3月12日[注 21]
- 池中玄太83キロさよならスペシャル（主演：西田敏行） - 10月6日
- 吉本最後の日!?（読売テレビ制作、出演：赤井英和 他） - 10月8日[12]
- 年末時代劇スペシャル 風林火山（出演：里見浩太朗、古手川祐子、舘ひろし 他） - 12月31日

### TBS系
- ナショナル劇場
  - 水戸黄門・第21部（出演：西村晃、あおい輝彦、伊吹吾朗 他）- 西村晃最終シリーズ
  - 大岡越前・第13部 (出演：加藤剛他）（-1993年5月）
- 火曜8時
  - 素敵な恋をしてみたい
  - 俺たちルーキーコップ（主演：仲村トオル）
  - 学校があぶない（出演：森尾由美、安達祐実 他）※最終作品
- 木曜9時
  - HOTEL第2シリーズ（出演：松方弘樹、高嶋政伸 他）
  - 社長になった若大将（主演：加山雄三）
  - 夏の嵐!（主演：加山雄三、近藤真彦）
  - 木曜日の食卓（出演：古谷一行、篠ひろ子 他）[7]
- 木曜ドラマ
  - 眠れない夜をかぞえて（主演：田中美佐子）※第1回作品
  - キライじゃないぜ（主演：野村宏伸）※最終作品
- 金曜9時
  - 東京エレベーターガール（主演：宮沢りえ）
  - あの日の僕をさがして（主演：織田裕二）
  - 天使のように生きてみたい（主演：田中美奈子）
  - ホームワーク（出演：唐沢寿明、清水美沙、福山雅治 他）[7]
- 金曜ドラマ
  - おとなの選択（主演：松田聖子）
  - 愛はどうだ（主演：緒形拳）
  - ずっとあなたが好きだった（出演：賀来千香子、布施博、佐野史郎、野際陽子 他）
  - 十年愛（主演：田中美佐子、浜田雅功）[7]
- 火曜9時
  - デパート!秋物語（出演：高嶋政宏、西田ひかる、小林稔侍 他）[7]※第1回作品
- ドラマ30
  - いのちの現場から（第1シリーズ／主演：中村玉緒 毎日放送制作）
  - 迷惑な家族（CBC制作）[7]
- ビーナスハイツ（毎日放送制作）

スペシャルドラマ
- オリンピック直前特別企画 フジヤマのトビウオ〜古橋広之進物語（主演：大鶴義丹） - 7月20日[注 22]

枠変動
- 4月 - 木曜10時枠（木曜ドラマ）新設。4月期の『眠れない夜をかぞえて』、7月期の『キライじゃないぜ』の2本のみで廃枠となった[注 23]（10月よりバラエティー『テレビ近未来研究所』開始に伴う）。

### フジテレビ系
- 月9
  - あなただけ見えない（出演：三上博史、小泉今日子 他）
  - 素顔のままで（主演：安田成美）[4]
  - 君のためにできること（主演：吉田栄作）
  - 二十歳の約束（主演：牧瀬里穂）[7]
- 木曜劇場
  - 愛という名のもとに（主演：鈴木保奈美、唐沢寿明）
  - ジュニア・愛の関係（主演：高嶋政伸）
  - 親愛なる者へ（出演：浅野ゆう子、柳葉敏郎 他）
  - わがままな女たち（出演：古手川祐子、手塚理美、山下久美子 他）
- 木曜8時
  - 大人は判ってくれない（ストーリーテラー：伊武雅刀）
  - 世にも奇妙な物語（第2期）[4]
  - ボクたちのドラマシリーズ（第1期）
    - 放課後（主演：観月ありさ、いしだ壱成）[7]
    - その時、ハートは盗まれた（主演：一色紗英、木村拓哉、内田有紀）
- 水曜10時
  - しあわせの決断（出演：中村雅俊、田中美佐子、篠ひろ子 他）
  - さよならをもう一度（出演：石田純一、秋吉久美子、石田ゆり子 他）
  - 逃亡者（主演：田原俊彦）※最終作品
- 水曜9時
  - 誰かが彼女を愛してる（主演：中山美穂、的場浩司、根津甚八）[7]※第1回作品
- 水曜時代劇
  - 鬼平犯科帳（中村吉右衛門版第3シリーズ) (1991年11月-)
  - 風車の浜吉捕物綴（仲代達矢版)
  - 銭形平次（北大路欣也版第2シリーズ）
  - 鬼平犯科帳（中村吉右衛門版第4シリーズ) (-1993年5月）
- 月曜10時（関西テレビ制作）
  - ウーマンドリーム（主演：裕木奈江）[7]
- 東海テレビ制作昼の帯ドラマ
  - 熱き瞳に（出演：長山洋子 他）
  - 約束の夏（出演：大沢逸美 他）
  - 愛の祭（出演：墨田ユキ 他）[7]
- 上品ドライバー（主演：西岡徳馬） -　深夜枠、日産自動車一社提供。
- 90日間トテナム・パブ（主演：坂井真紀） - 深夜枠
- アルファベット2/3（主演：貴島サリオ） - 深夜枠
- おはようラプラプ島（主演：沢弥かな） - 深夜枠
- NIGHT HEAD（主演：豊川悦司、武田真治） - 深夜枠

スペシャルドラマ
- 北の国から'92巣立ち（出演：田中邦衛 他） - 5月22日、23日
- 象のいない動物園（出演：大地康雄 他）- 8月14日[注 24]
- パ★テ★オ（出演：菊池桃子、加勢大周、鶴見辰吾 他）- 9月18日、10月23日[注 24]

枠変動
- 9月 - 水曜10時枠を廃止、10月より水曜9時枠を新設（音楽番組枠（SOUND ARENA→MJ）と交換）。

### テレビ朝日系
- 日曜8時
  - 真夏の刑事（主演：時任三郎）[4]
  - 愛しの刑事（出演：渡哲也、舘ひろし 他）[7]
- 月曜8時
  - 本当にあった怖い話[4]
  - 月曜ドラマ・イン 柴門ふみセレクション[7] ※第1回作品
- テレビ朝日木曜時代劇
  - 新・三匹が斬る!
- 木曜ドラマ
  - 真夜中は別の顔
  - 法医学教室の事件ファイル（第1シリーズ）
  - 大空港'92（主演：植木等）[7]
- 火曜9時（朝日放送制作）
  - 裏刑事-URADEKA-（主演：藤竜也）
  - 豆腐屋直次郎の裏の顔（主演：萩原健一）
  - 往診ドクター事件カルテ（主演：柴田恭兵）[7]

スペシャルドラマ
- 生命燃ゆ～妻よ娘よ、わが人生に悔いなし～（主演：渡哲也） - 7月16日

### テレビ東京系
- 徳川無頼帳（主演：千葉真一）[4]
- 天下の副将軍水戸光圀 徳川御三家の激闘（主演：市川團十郎）
- パパと呼ばせて!
- 幸せになりたい!平成嵐山一家（出演：かとうれいこ、地井武男 他）

### その他
- 遥かなる八月の詩（群馬テレビ／主演：香川照之、特別出演：長嶋茂雄） - 8月29日

## テレビアニメ
- ママは小学4年生（日本テレビ）
- 世界名作劇場 大草原の小さな天使 ブッシュベイビー（フジテレビ）
- 花の魔法使いマリーベル（テレビせとうち）
- 伝説の勇者ダ・ガーン（名古屋テレビ）
- 宇宙の騎士テッカマンブレード（テレビ東京）
- 美少女戦士セーラームーン（テレビ朝日） - セーラムーンシリーズ1作目
- 元気爆発ガンバルガー（テレビ東京）
- ファンタジーアドベンチャー 長靴をはいた猫の冒険（テレビ東京）
- サラダ十勇士トマトマン（TXN九州）
- 超電動ロボ 鉄人28号FX（日本テレビ）
- チロリン村物語（NHK）
- 藤子不二雄Ⓐのさすらいくん（TBS）-『ギミア・ぶれいく』の1コーナーとして放送。
- おーい!竜馬（NHK）
- 地球SOS それいけコロリン（NHK教育）
- クッキングパパ（朝日放送）[4]
- クレヨンしんちゃん（テレビ朝日）[4]
- あしたへフリーキック（日本テレビ）
- まぼろしまぼちゃん（フジテレビ）
- ああ播磨灘（テレビ東京）
- スーパービックリマン（朝日放送） - ビックリマンシリーズ3作目
- 妖精ディック（NHK BS2）
- ヤダモン（NHK）
- おやゆび姫物語（テレビ東京）
- 姫ちゃんのリボン（テレビ東京）[7]
- 少年アシベ2（TBS）[7]
- ツヨシしっかりしなさい（フジテレビ）[7]
- スーパーヅガン（フジテレビ）- 深夜枠
- 南国少年パプワくん（テレビ朝日）[7]
- フランダースの犬（日本テレビ）[7]- リメイク版。24話において未完結に終わったが、未放送だった25話と26話（最終回）はVHSに収録されている。
- 幽☆遊☆白書（フジテレビ）[7]
- カリメロ（テレビ東京）- リメイク版
- 風の中の少女（テレビ東京）
- みかん絵日記（中部日本放送）
- コボちゃん（読売テレビ）[7]
- バットマン（テレビ東京）

主なスペシャルアニメ
- ルパン三世 ロシアより愛をこめて（日本テレビ） - 7月24日[注 25]
- 美味しんぼスペシャル 究極対至高 長寿料理対決!（日本テレビ） - 12月11日[注 25]

## 特撮番組
- うたう!大龍宮城（フジテレビ）
  - 出演：中山博子、大野修平、エド山口、ティナ・グレース、斉藤暁 他
- 特捜エクシードラフト（テレビ朝日）- 『レスキューポリスシリーズ』最終作
  - 出演：影丸茂樹、河井マモル、榊原伊織、中村由利、福田豊土、宮内洋 他
- 恐竜戦隊ジュウレンジャー（テレビ朝日）
  - 出演：望月祐多、高安青寿、藤原秀樹、橋本巧、千葉麗子、和泉史郎、多々良純、曽我町子 他

## 報道・情報番組
- ジパングあさ6（日本テレビ）
- ごくらく生テレビ（日本テレビ）
- スポーツアイランド（日本テレビ）
- ザ・サンデー（日本テレビ）改題[7]
- Beアップル2時!（読売テレビ）[7]
- ワンダーゾーン（読売テレビ）
- ニュースコール おはよう藤田です（TBS）
- 素敵な気分De!（TBS）[7]
- スーパーワイド（TBS）[7]
- レインボー（毎日放送）
- TYSナウ（テレビ山口）
- キャッチあい（あいテレビ）
- モーニングLIVE（フジテレビ）[4]
- ジョーダンじゃない!?（フジテレビ）[4]
- 何だ?こりゃ（フジテレビ）
- 週刊フジテレビ批評（フジテレビ）
- 報道2001（フジテレビ）
- お昼の独占!女の60分（テレビ朝日）
- 朝からJOきげん（テレビ朝日）
- 人間探検!もっと知りたい!!（テレビ朝日）
- 報道多チャンネル（テレビ朝日）[4]
- M10 (マグニチュード・テン)（テレビ朝日）[7]
- Oh!天気（朝日放送）
- べかこの自遊時間（朝日放送）
- AABステーションEYE（秋田朝日放送）
- トーホク独立TV（東日本放送）
- KBCニュースピア（九州朝日放送）
- トランタン白書（テレビ東京）[7]

## バラエティ番組
- ファイト!（NHK教育）
- みのもんたの世渡りジョーズ!!（日本テレビ）
- ハートにジャストミート（日本テレビ）[7]
- ウンナン世界征服宣言（日本テレビ）[7]
- 大相似形テレビ（日本テレビ）[7]
- 日立 あしたP-KAN気分!（日本テレビ）
- 進め!電波少年（日本テレビ）
- ムーブ 関口宏の東京フレンドパーク（TBS）[7]
- ムーブ 三宅裕司のぎゃっぷウォーズ（TBS）[7]
- ムーブ 島田弁護協会（TBS）[7]
- ムーブ 上岡龍太郎の男と女ホントのところ（TBS）[7]
- 生生生生ダウンタウン（TBS）
- コロッケ!!噂の芸能界（TBS）
- Goodジャパニーズ（TBS）
- THE・プレゼンター（TBS）
- KATO&KENテレビバスターズ（TBS）
- テレビ近未来研究所（TBS）[7]
- 快傑!ドクターランド（毎日放送）[7]
- たけし・所のドラキュラが狙ってる（毎日放送）
- テレビのツボ（毎日放送）
- ウゴウゴルーガ（フジテレビ）[7]
- タモリのボキャブラ天国（フジテレビ）[7]
- 夢がMORI MORI（フジテレビ）
- スターはポチだ!（フジテレビ）[7]
- うれしたのし大好き（フジテレビ）
- ワリと普通の家族（テレビ朝日）[4]
- TVタイムマシン（テレビ朝日）
- ビデオあんたが主役（テレビ朝日）[7]
- アッコ・純次の平成TV事典 三匹の子ブタ（テレビ朝日）
- 無敵なカップル（テレビ朝日）
- ついておいでよ男たち（テレビ朝日）[7]
- 巨泉の使えない英語（朝日放送）[7]
- ロッテスーパーコミュニケーション 愛ラブSMAP!（テレビ東京）
- 浅草橋ヤング洋品店（テレビ東京）[4]
- TVチャンピオン（テレビ東京）[4]

## クイズ番組
- ことば探検 クイズ・マルコポーロ（NHK総合）
- クイズ どんなMONだい?!（日本テレビ）
- おしえて!ガリレオ（読売テレビ）[7]
- 快快!高田病院へ行こう（中京テレビ）[7]
- 新伍のワガママ大百科（毎日放送）[7]
- ダウトをさがせ!（毎日放送）
- クイズ!おみごと日本（中部日本放送）
- さんまのからくりTV（TBS）
- クイズ!超選択（フジテレビ）[4]
- サイコの晩餐（フジテレビ）[4]
- 関根&ルーの!クイズサクセス（フジテレビ）
- クイズ!純粋男女交遊（テレビ朝日）[7]
- クイズ!いち2の三枝（テレビ朝日）[7]

期間限定
- 4月 - 1993年3月、番組対抗Qイズ謎語（テレビ朝日）[4]

## 音楽番組
- NHKヒットステージ（NHK総合）
- 夢の音楽舎（日本テレビ）
- 突然バラエティー速報!!COUNT DOWN100（TBS）
- 楽天GIGランド（名古屋テレビ）
- SOUND ARENA（フジテレビ）[4]
- MJ -MUSIC JOURNAL-（フジテレビ）[7]

## トーク番組
- 素顔がいいね（テレビ朝日）
- 21世紀の主役（テレビ朝日）
- ざこば・鶴瓶らくごのご（朝日放送）
- たかじんnoばぁ〜（読売テレビ）

## 教養・ドキュメンタリー番組
- 生きもの地球紀行（NHK総合）
- 音楽ファンタジー・ゆめ（NHK教育）
- あしたもげんきくん（NHK教育）
- たのしい算数（NHK教育）
- このまちだいすき（NHK教育）
- いのち輝け地球（NHK教育）
- ワールドウォッチング（NHK教育）
- コンピューター・ナウ（NHK教育）
- ゲーリーさんの英語レッスン（NHK教育）
- NHK人間大学（NHK教育）
- ぶらり途中下車の旅（日本テレビ）[7]
- いつみても波瀾万丈（日本テレビ）
- ドキュメンタリー人間劇場（テレビ東京）
- 不思議な世界→やっぱり不思議!?（テレビ東京）[4]
- 北緯35度の風（毎日放送）
- 平成ふしぎ探検隊（朝日放送）[4]

## 紀行・旅番組
- 旅に夢中（朝日放送）[4]
- ふるさとニッポン（TBS）
- 小さな旅と美術館（中部日本放送）
- 近藤正臣の味覚人情報（毎日放送）

## 単発特別番組枠
- 金曜ファミリープレゼント（朝日放送）[7]- 『素敵にドキュメント』打ち切りに伴うつなぎ編成（10 - 12月）

## 特別番組
- 1月2日 - 廣重を旅する 東海道・四季・彩景（NHK総合）
- 3月26日 - 心のスター大全集（フジテレビ）
- 3月30日 - いま甦る!爆笑名人芸（テレビ東京）[13]
- 3月31日 - 報道大河スペシャル インカ帝国をしのぐ謎の黄金都市シカン（TBS）[13]
- 4月2日 - 爆笑保証スペシャル!迫力超おもしろ家族ビデオ（日本テレビ）[注 21][13]
- 4月5日 - たけし・さんま大宣言 日本一の大まぬけ者襲名披露宴（日本テレビ）[13]
- 4月7日 - 明石家さんまスポーツチャ!チャ!チャ!（テレビ朝日）[13]
- 4月24日 - 薬師丸ひろ子が見た!涙と感動の47年（フジテレビ）[13]
- 4月29日 - 邦ちゃん徹の海外日本人あぶないウォッチング（フジテレビ）[13]
- 12月30日 - 1993年1月1日 元旦まで感動生放送!史上最大39時間テレビ「ずっとあなたに見てほしい 年末年始は眠らない」（TBS / JNN28局）

### 2回放送以上のシリーズ番組
- 1月1日
  - 第29回新春スターかくし芸大会（フジテレビ）
- 1月1日 - 1月3日
  - Dr.スランプアラレちゃん‘92お正月スペシャル（フジテレビ）
- 1月1日、5月7日、10月11日 - 第35・36・37回欽ちゃんの全日本仮装大賞（日本テレビ）
- 3月30日、9月29日 - '92FNS番組対抗!なるほど!ザ・春秋の祭典（フジテレビ）
- 3月31日、9月28日 - 爆笑!!オールスターものまね王座決定戦スペシャル（フジテレビ）
- 1月1日（第8回）、4月4日（第9回）、10月16日（第10回） - ビートたけしのお笑いウルトラクイズ（日本テレビ）
- 4月4日、10月3日 - オールスター感謝祭'92超豪華!クイズ決定版 この春・秋お待たせ特大号（TBS）
- 4月11日 - ダウンタウンスペシャル 男ットコ前やな〜2（日本テレビ）[13]
- 4月12日（入門編） - リトル4 芸能界ゴルフ王への道（フジテレビ）[13]
- 7月18日 - 19日 - FNSスーパースペシャル 1億2000万人の平成教育テレビ（フジテレビ / FNS25局）
- 8月28日 - ライオンスペシャル 第10回全国高等学校クイズ選手権（日本テレビ）
- 8月29日 - 30日 - 24時間テレビ15 愛の歌声は地球を救う（日本テレビ / NNN・NNS31局）
- 9月24日 - FNS1億2,000万人のクイズ王決定戦!（フジテレビ）
- 10月22日 - 11月12日 - 史上最大!!第16回アメリカ横断ウルトラクイズ（日本テレビ）[注 21]最終回[注 26]
- 12月31日
  - 第43回NHK紅白歌合戦（NHK総合・衛星第2）
  - 第34回輝く!日本レコード大賞（TBS）
  - ゆく年くる年（NHK総合）

### レギュラー番組のスペシャル版
- 4月6日 - 志村けんのだいじょうぶだぁ200回突破記念大スペシャル（フジテレビ）[13]
- 12月28日 - 笑っていいとも!年忘れ特大号（フジテレビ）

## 各局の主なキャンペーン
- 「テレビが好きです。」（TBS、春）
- 「人間の味がする。」（TBS、秋）
- 「みんなそろそろホントのことを。」（フジテレビ、春）
- 「『哲学』」（フジテレビ、秋）
- 「ITSUMO」（テレビ朝日）